# داني إليوت
داني إليوت (بالإنجليزية: Danny Elliott)‏ هو لاعب كرة قدم بريطاني في مركز الهجوم، ولد في 29 سبتمبر 1995 في نوتنغهام في المملكة المتحدة. لعب مع نوتينغهام فورست.